# Теория Хайма
Теория Хайма, впервые публично предложенная немецким физиком Буркхардом Хаймом в 1957 году, представляет собой попытку разработать теорию всего средствами теоретической физики. Эта теория получила мало внимания в научной литературе и считается находящейся за пределами основного научного движения, но вызвала некоторый интерес в популярных и маргинальных СМИ.

## Разработка
Хайм попытался устранить противоречия между квантовой механикой и общей теорией относительности. Для достижения этой цели он разработал математический подход, основанный на квантовании пространства-времени. Другие исследователи пытались применить теорию Хайма к нетрадиционным космическим двигателям и концепциям перемещения быстрее света, а также к происхождению тёмной материи.
Хайм утверждал, что его теория позволяет вывести массы элементарных частиц непосредственно из фундаментальных физических констант, и что полученные массы согласуются с экспериментальными, но это утверждение не было подтверждено.
Математически теория Хайма формулируется в шести или более измерениях и использует его собственную версию рекуррентных формул.
Джеффри А. Лэндис сравнил историю создания теории Хейма с сюжетом научно-фантастического рассказа.